# Lee Tae-il
Lee Tae-il (em coreano: 이태일, nascido em 24 de setembro de 1990), mais conhecido pelo monônimo Taeil (em coreano: 태일), é um cantor sul-coreano, contratado pela Seven Seasons. Ele é o vocalista principal do boy group sul-coreano Block B e faz parte da subunidade T2u com U-Kwon.

## Biografia
Lee Tae-il nasceu em Seul, na Coreia do Sul, onde morava com seus pais, irmã mais velha e irmão mais novo. Ele se formou na Global Cyber University e anteriormente frequentou a Vocal Academy de Kim Myung-ki. Antes de ingressar no Block B, ele foi um concorrente no Star Audition 1 da MBC.

## Carreira
Além de seu trabalho com o Block B, Taeil realizou dois concertos solo em Tóquio, Japão, em 13 de janeiro de 2017. Ele também fez uma turnê de sete shows em seis cidades no Japão de 26 de agosto a 7 de setembro de 2017, junto com U-Kwon, outro membro do Bloco B, como a sub-unit especial T2u.
Em março de 2018, Taeil foi nomeado jurado do concurso de canto para músicos cegos, patrocinado pela "Korea Music Copyright Association", Federação de Artistas Musicais Coreanos e pela Associação Coreana de Produtores de Entretenimento.
O primeiro concerto solo de Taeil na Coreia foi anunciado em novembro de 2018 e programado para acontecer nos dias 22 e 23 de dezembro no Olympic Park K-Art Hall de Seul. Todos os ingressos esgotaram quase imediatamente após serem colocados à venda em 28 de novembro.
Em abril de 2019, foi anunciado que Taeil e Park Kyung fariam dois shows juntos em Seul nos dias 25 e 26 de maio.
Em 10 de junho, Taeil anunciou que entraria no serviço militar obrigatório da Coreia do Sul imediatamente. Depois de cumprir seu período de serviço, Taeil voltou para casa de licença em 4 de dezembro de 2020, com sua alta para se tornar oficial no mês seguinte.

## Discografia

### Como artista principal
| Título                               | Ano  | Melhores posições nas paradas | Vendas          | Álbum                     |
| Título                               | Ano  | KOR                           | Vendas          | Álbum                     |
| ------------------------------------ | ---- | ----------------------------- | --------------- | ------------------------- |
| "Inspiring" (흔들린다)               | 2015 | 59                            | - KOR: 48,543+  | Non-album single          |
| "It Was Love" (사랑이었다)           | 2016 | 17                            | - KOR: 182,532+ | Blooming Period           |
| "A Doll's Dream" (인형의 꿈)         | 2016 | —                             | - KOR: 11,914+  | Woman with a Suitcase OST |
| "Come to Me" (내게 와요)             | 2017 | —                             | —               | Radiant Office OST        |
| "Easiest Thing To Do" (가장 쉬운 일) | 2017 | —                             | —               | Man Who Dies to Live OST  |
| "Fluttering" (설렘각)                | 2018 | —                             | **              | Let's Eat 3 OST           |
| "Love Is Magic" (사랑은 마술)        | 2018 | —                             | **              | Magical OST               |
| "Later" (잘 있어요)                  | 2018 | —                             | **              | Non-album single          |
| "Remaining Star" (머무는 별)         | 2019 | —                             | **              | Non-album single          |

### Colaborações
| Título | Ano  | Melhores posições nas paradas | Vendas          | Álbum                   |
| Título | Ano  | KOR                           | Vendas          | Álbum                   |
| --- | ---- | ----------------------------- | --------------- | ----------------------- |
| "I Like You, I Don't" (좋아한다 안 한다) with Sejeong                                                              | 2017 | 8                             | - KOR: 155,494+ | Non-album single        |
| "Falling You" with Kim So-hee                                                                                      | 2017 | —                             | —               | Meloholic OST           |
| "Monologue" with Kim Jong-kook                                                                                     | 2018 | —                             | **              | The Call Project, No. 1 |
| "rainy day" with Wheesung and Chungha                                                                              | 2018 | —                             | **              | The Call Project, No. 2 |
| "Duty Free" with Bewhy and Ailee                                                                                   | 2018 | —                             | **              | The Call FINAL Project  |
| "—" denota lançamentos que não traçaram. ** Gaon parou de lançar números de vendas de download em janeiro de 2018. |      |                               |                 |                         |

## Filmografia

### Show de variedades
| Ano  | Título              | Rede | Notas      |
| ---- | ------------------- | ---- | ---------- |
| 2015 | King of Mask Singer | MBC  | Competidor |
| 2018 | The Call            | Mnet | Solista    |

## Prêmios e indicações
| Ano  | Prêmio             | Categoria       | Trabalho Nomeado                         | Resultado |
| ---- | ------------------ | --------------- | ---------------------------------------- | --------- |
| 2017 | Melon Music Awards | Hot Trend Award | "I Like You, I Don't" (좋아한다 안 한다) | Indicado  |